# Mogiła powstańców styczniowych w Prymusowej Woli
Mogiła Powstańców Styczniowych w Prymusowej Woli – zbiorowa mogiła Powstańców Styczniowych zlokalizowana na północny zachód od Prymusowej Woli (powiat opoczyński).
Mogiła jest umiejscowiona bezpośrednio przy północnej stronie drogi powiatowej numer 4329E z Prymusowej Woli do Sławna. Stoi na niej stela z płytą pamiątkową. 
Od 2006 roku do 22 stycznia 2022 roku, pomnik posiadał płytę z treścią: Bratnia mogiła czterdziestu dwóch Powstańców z oddziału kpt. Waltera poległych w walce z Moskalami 9 kwietnia 1864 roku pod Klinami. Cześć ich pamięci. Tablica została posadowiona w 2006 staraniem Urzędu Gminy w Sławnie, w miejscu stojącego tu wcześniej stalowego  krzyża. 
Pomnik upamiętniający wydarzenia związane z Powstaniem Styczniowym, zbudowany w 2006 roku w Sławnie, miał na celu oddanie hołdu Powstańcom, którzy walczyli o niepodległość Polski. Fundatorem pomnika był Urząd Gminy w Sławnie. Jednakże wkrótce po odsłonięciu pomnika pojawiły się kontrowersje dotyczące jego treści, szczególnie w kontekście informacji o rzekomej bitwie powstańczej pod Klinami. W wyniku tej pomyłki, wkrótce po jego odsłonięciu, okazało się, że zapis dotyczący starcia powstańczego był błędny. 
Pomysłodawcy pomnika błędnie przypisali bitwę powstańczą pod Klinami, podczas gdy w rzeczywistości chodziło o starcie stoczone przez kapitana Józefa Waltera dowódcę 2 batalionu Pułku Opoczyńskiego w pobliżu miejscowości Klonów, w obecnej gminie Bodzentyn, dnia 9 kwietnia 1864 roku. Błąd ten wynikał z niedostatecznej wiedzy historycznej oraz braku przeprowadzonych szczegółowych badań, w tym kwerend archiwalnych przez Urząd Gminy w Sławnie przed podjęciem decyzji o postawieniu pomnika. 
Błąd w zapisie stał się przedmiotem dyskusji wśród lokalnych historyków oraz społeczności, którzy zauważyli nieścisłości w przypisanej lokalizacji. Zatem, pomimo woli uczczenia bohaterów narodowych, pomnik stał się symbolem błędnej interpretacji wydarzeń, która wynikała z niekompletnych badań.
W konsekwencji, temat pomnika i jego historii stał się przykładem tego, jak ważne są rzetelne badania i analizy archiwalne przy tworzeniu pamiątek historycznych, które mają na celu oddanie czci bohaterom narodowym.
Badania w Prymusowej Woli nad mogiłą Powstańców Styczniowych (2019)
5 stycznia 2019 roku, z inicjatywy Pawła Telusa, Opiekuna Miejsc Pamięci Narodowej, historyka regionalisty, przeprowadzono badania w miejscowości Prymusowa Wola (woj. łódzkie). Celem badań było ustalenie, czy w miejscu, gdzie obecnie znajduje się pamiątkowa płyta, spoczywają Powstańcy Styczniowi z lat 1863 - 1864.
W przedsięwzięciu uczestniczyli: Adam Sikorski, redaktor i prowadzący programu historycznego „Było… nie minęło. Kronika Zwiadowców Historii” TVP Historia, ekipa realizująca ten program, przedstawiciele Muzeum Regionalnego w Opocznie oraz Dariusz Szymanowski, prezes Stowarzyszenia „Wizna 1939”.
Do badań zastosowano metodę bezinwazyjną przy użyciu georadaru, co pozwoliło na uzyskanie dokładnych danych bez naruszania terenu. Wyniki badań potwierdziły istnienie mogiły Powstańców Styczniowych, która znajduje się centralnie pod stelą upamiętniającą ich pamięć.
Projekt nie byłby możliwy bez wsparcia Lasów Państwowych, w szczególności Nadleśnictwa Opoczno, będącego gospodarzem terenu, na którym prowadzono badania.
Całość przedsięwzięcia została przedstawiona w odcinku programu „Było… nie minęło. Kronika Zwiadowców Historii”, tytuł:  „Tak wiele tajemnic” na kanale TVP Historia, który został wyemitowany w 2019 roku w ramach pierwszego sezonu tej produkcji.
W wyniku dalszych badań archiwalnych przeprowadzonych przez Pawła Telusa, Opiekuna Miejsc Pamięci Narodowej, ustalono, że w zbiorowej mogile w Prymusowej Woli, z dużym prawdopodobieństwem, spoczywają żołnierze z 1. Kadrowego Batalionu Strzelców, dowodzonego przez majora Matwieja Bezkiszkina.
Batalion ten należał do Pułku Opoczyńskiego wchodzącego w skład Dywizji Sandomierskiej. Pułk był dowodzony przez podpułkownika Jana Szymona Rudowskiego. Pułk brał udział w walkach Powstania Styczniowego, które toczyły się w regionie opoczyńskim. 
Odkrycie to stanowi istotny element rekonstrukcji historycznej dotyczącej losów Powstania Styczniowego na ziemiach obecnego województwa łódzkiego oraz pozwala lepiej zrozumieć skalę i znaczenie działań niepodległościowych w tej części kraju.
Odsłonięcie i poświęcenie odnowionej tablicy na mogile Powstańców Styczniowych w Prymusowej Woli (2022)
22 stycznia 2022 roku, z okazji 159. rocznicy wybuchu Powstania Styczniowego, odbyła się uroczystość odsłonięcia i poświęcenia odnowionej tablicy na leśnej mogile Powstańców Styczniowych w Prymusowej Woli.
Na nowo zamontowanej tablicy znajduje się napis:
POWSTANIE STYCZNIOWE 1863-1864
ZBIOROWA MOGIŁA POWSTAŃCÓW STYCZNIOWYCH POLEGŁYCH W WALCE ZA WOLNĄ OJCZYZNĘ.
CZEŚĆ ICH PAMIĘCI
Tablica została wzbogacona o symbol Herbu Rzeczpospolitej z czasów Powstania Styczniowego, przedstawiającego trójpolową tarczę. Na tarczy umieszczone są trzy godła:
- Orzeł Biały (herb Polski),
- Pogoń (herb Litwy),
- Święty Michał Archanioł (herb Rusi).

W każdym godle znajduje się krzyż i miecz – symbole wspólnej walki Polaków, Litwinów i Rusinów przeciwko zaborcom rosyjskim. 
W uroczystości uczestniczyli:

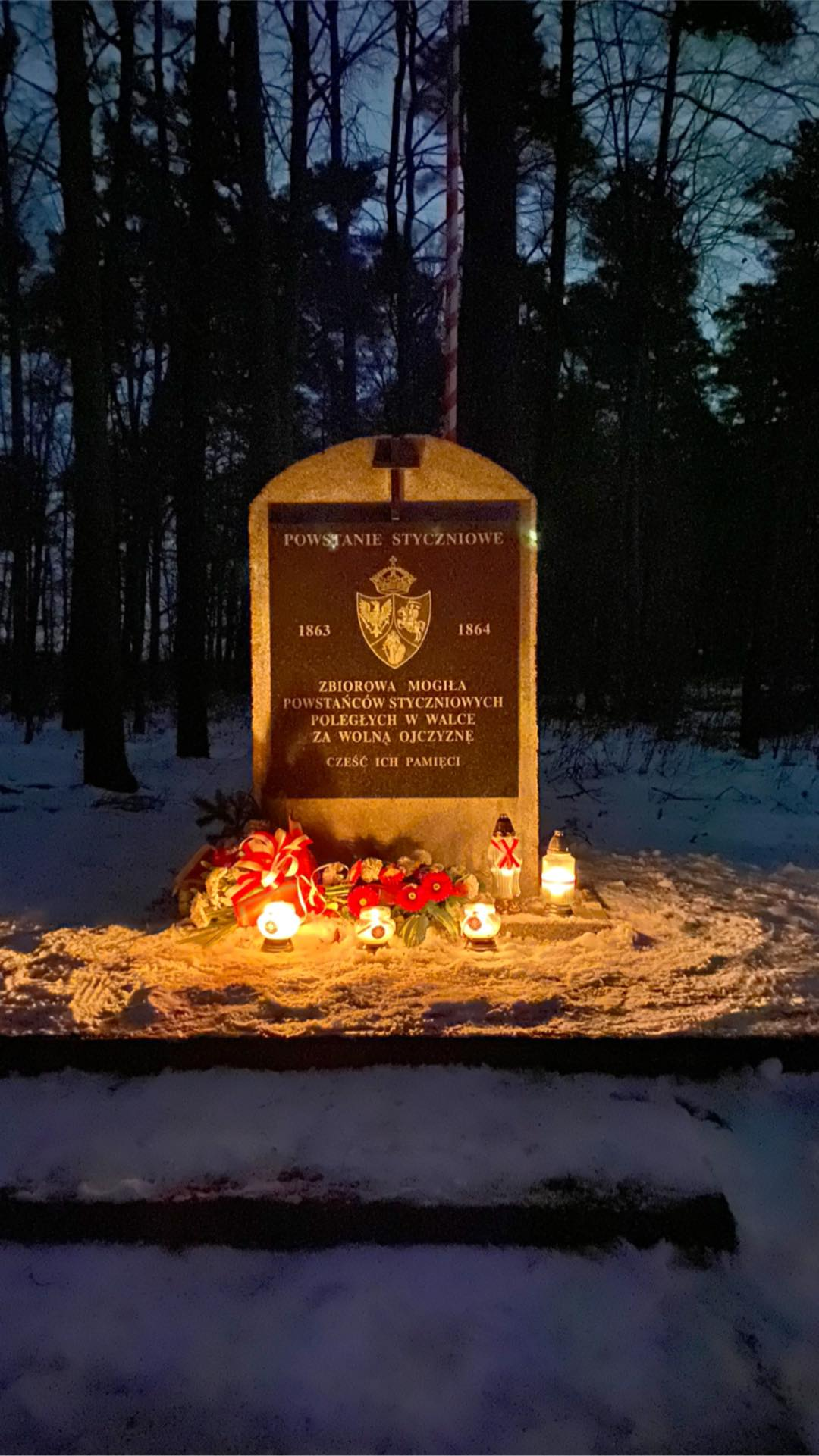
Pomnik nad mogiłą.

- Pomnik nad mogiłą.Paweł Telus, Opiekun Miejsc Pamięci Narodowej, historyk regionalista
- Grzegorz Wojciechowski, poseł na Sejm RP,
- Marcin Baranowski, starosta opoczyński,
- Józef Róg, przewodniczący Rady Powiatu Opoczyńskiego,
- Ewa Wendrowska i Janusz Ciesielski, radni Sejmiku Województwa Łódzkiego,
- Tadeusz Wojciechowski, wójt gminy Sławno,
- mjr Jerzy Duda, prezes Związku Kombatantów RP i Byłych Więźniów Politycznych w Opocznie,
- ppłk Adam Semeniuk, dowódca 25. batalionu dowodzenia 25. Brygady Kawalerii Powietrznej z Tomaszowa Mazowieckiego,
- Dawid Kosylak, nadleśniczy Nadleśnictwa Opoczno,Badanie georadarem.

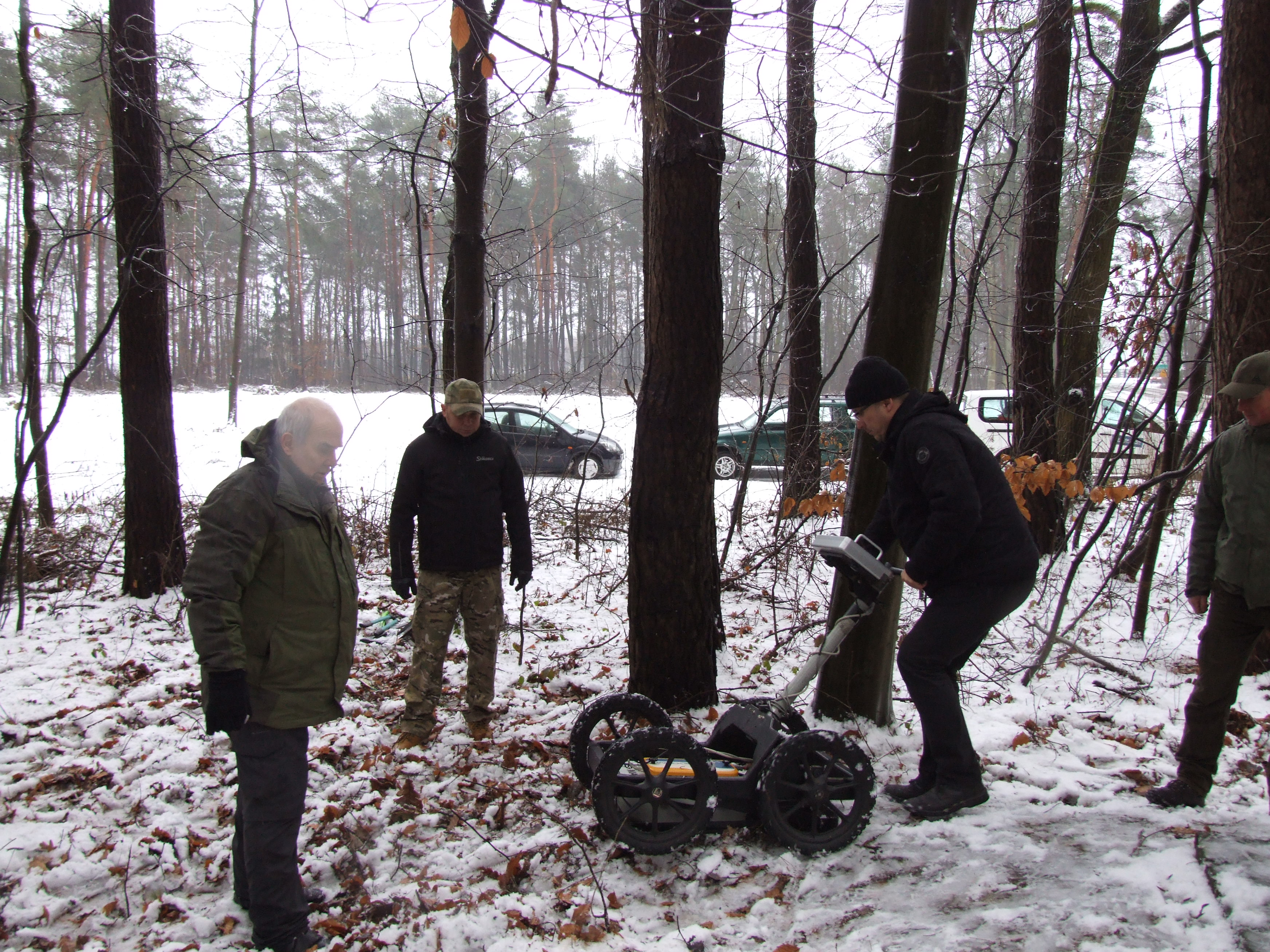
Badanie georadarem.

- Adam Grabowski, dyrektor Muzeum Regionalnego w Opocznie,
- Zdzisław Miękus, dyrektor Miejskiego Domu Kultury w Opocznie,
- Dariusz Szymanowski, prezes Stowarzyszenia „Wizna 1939”Otoczenie mogiły - parking.

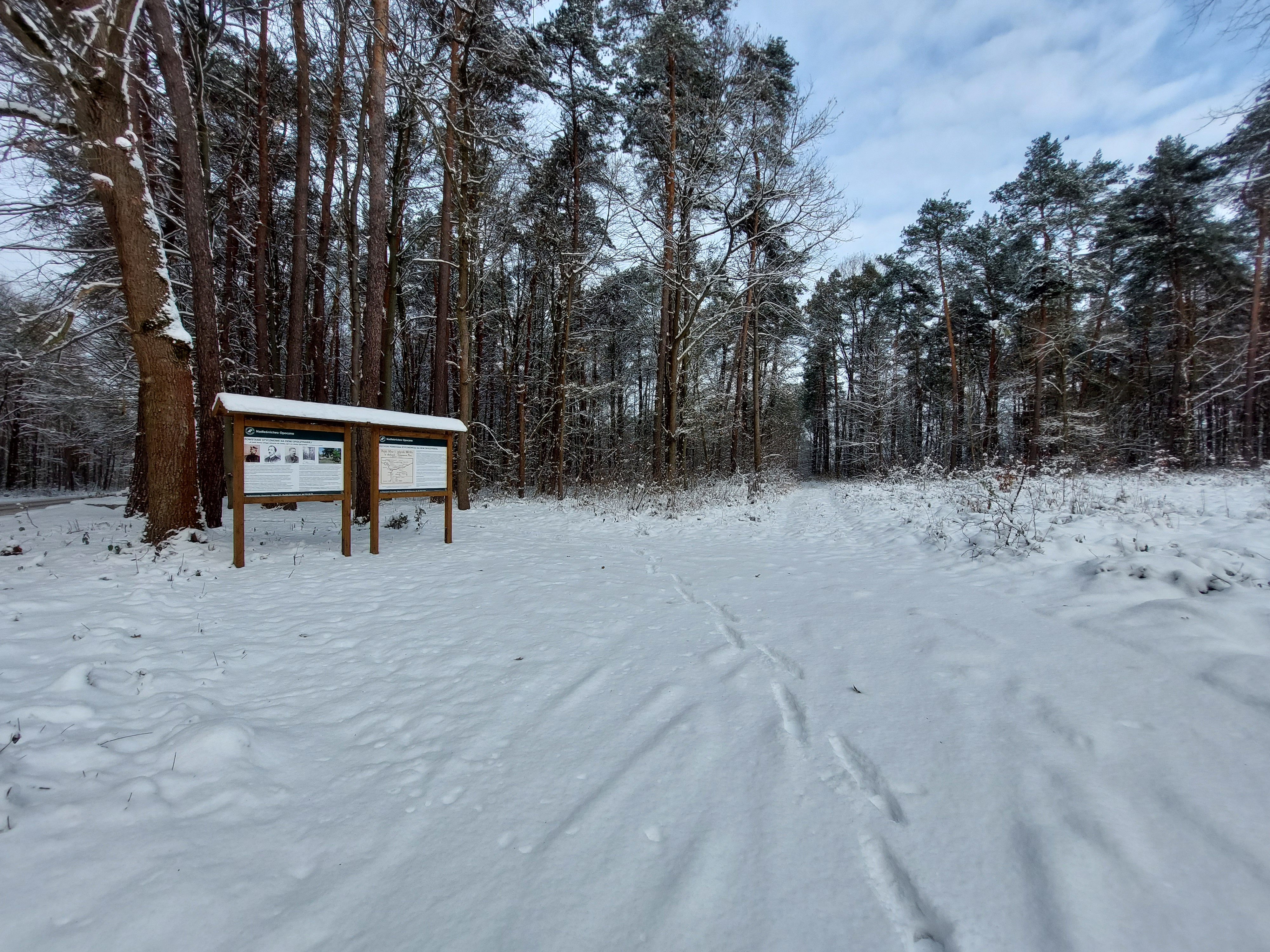
Otoczenie mogiły - parking.

- Uczniowie i nauczyciele szkoły w Prymusowej Woli,
- Poczet sztandarowy z Ochotniczej Straży Pożarnej w Prymusowej Woli.

Tablica, będąca symbolem pamięci o Powstańcach Styczniowych, stanowi trwały element upamiętniający bohaterów, którzy walczyli o wolność Polski, Litwy i Rusi. Uroczystość była momentem refleksji nad dziedzictwem narodowym oraz hołdem złożonym tym, którzy oddali życie w walce o niepodległość.
Upamiętnienie Powstańców Styczniowych w Prymusowej Woli – rozwój i coroczne uroczystości

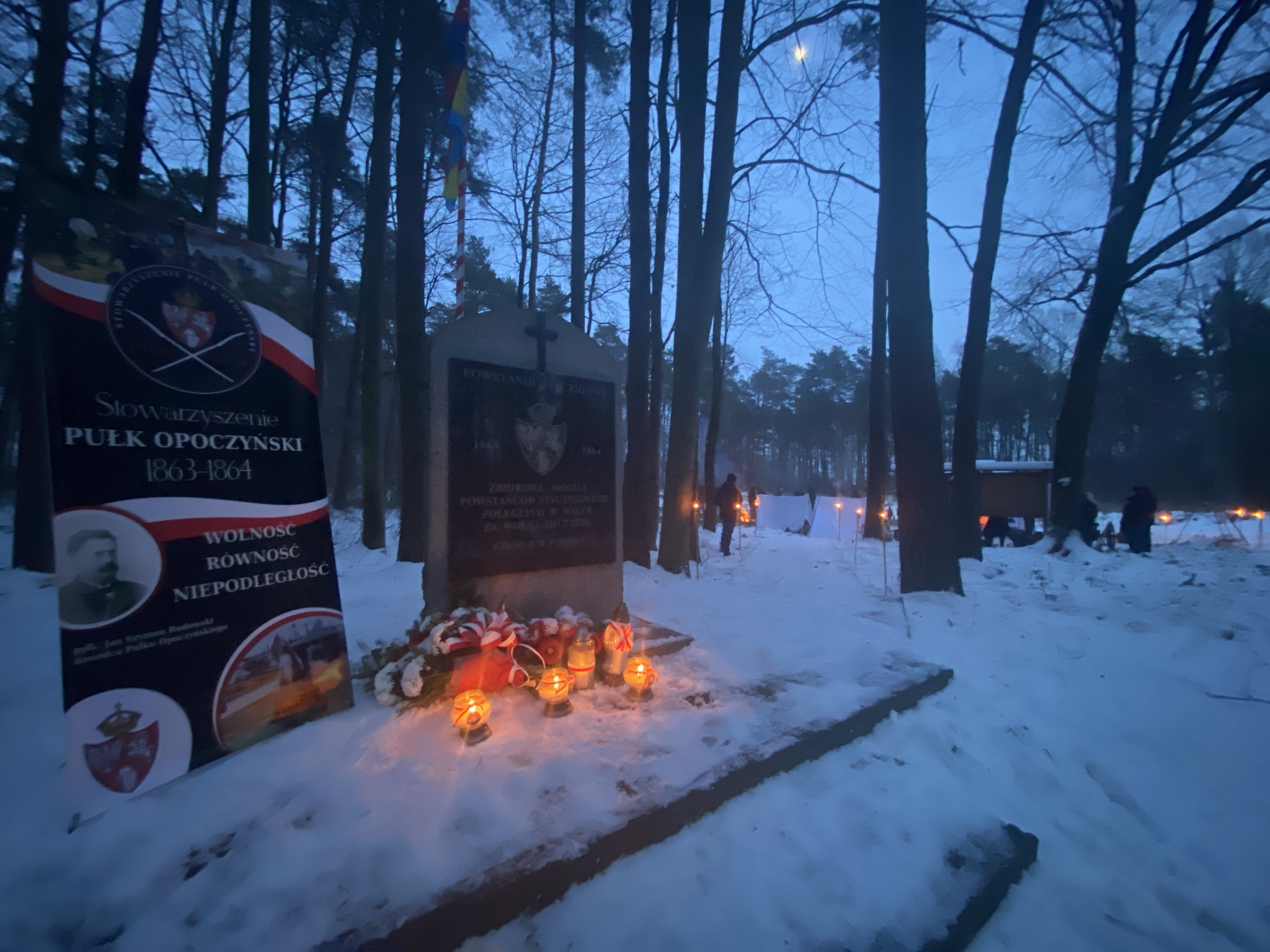
Inscenizacja obozu powstańczego w 2024 roku.

W wyniku działań podjętych przez Nadleśnictwo Opoczno, teren wokół mogiły Powstańców Styczniowych w Prymusowej Woli zyskał nową infrastrukturę. Został tam wybudowany parking, a także zamontowane tablice informacyjne zawierające treści historyczne. Dzięki temu miejsce stało się bardziej dostępne dla odwiedzających, a także pełni funkcję edukacyjną, przybliżającą historię Powstania Styczniowego oraz losy walczących w tej okolicy.
Co roku, z okazji rocznicy wybuchu Powstania Styczniowego, organizowane są uroczystości patriotyczne przez lokalny samorząd. Wydarzenie to gromadzi przedstawicieli władz, kombatantów, mieszkańców oraz osoby związane z historią regionu. Częścią obchodów są także inscenizacje historyczne obozowiska powstańczego, które organizuje Stowarzyszenie „PUŁK OPOCZYŃSKI 1863-1864”.
Stowarzyszenie to kultywuje pamięć o wydarzeniach powstańczych na ziemi opoczyńskiej, organizując min. rekonstrukcje, które oddają hołd bohaterom walczącym o wolność. Inscenizacje historyczne są doskonałą okazją, by przybliżyć mieszkańcom i turystom życie i walki powstańców, a także podkreślić znaczenie tego ważnego wydarzenia w historii Polski.
Dzięki tym działaniom, Prymusowa Wola stała się nie tylko miejscem pamięci, ale także symbolem trwałego łączenia historii z teraźniejszością, w której pamięć o Powstaniu Styczniowym wciąż żyje i jest pielęgnowana.